# مقاطعة وين (كنتاكي)
مقاطعة وين (بالإنجليزية: Wayne County, Kentucky)‏ هي إحدى مقاطعات ولاية كنتاكي في الولايات المتحدة. تأسست سنة 1800، بلغ عدد سكانها 20813 نسمة في عام 2010 حسب إحصاء مكتب تعداد الولايات المتحدة .

## وصلات خارجية
- www.monticellokychamber.com
- United States Counties